# Pike County (Illinois)
Das Pike County ist ein County im Westen des US-amerikanischen Bundesstaates Illinois. Bei der Volkszählung im Jahr 2010 hatte das County 16.430 Einwohner und eine Bevölkerungsdichte von 7,6 Einwohnern pro Quadratkilometer. Der Verwaltungssitz (County Seat) ist Pittsfield.

## Geografie
Das County liegt im Westen von Illinois und wird durch den Mississippi im Westen abgeschlossen, der gleichzeitig die Grenze zu Missouri bildet. Im Osten wird das Pike County vom Illinois River begrenzt. Das County hat eine Fläche von 2199 Quadratkilometern, wovon 48 Quadratkilometer Wasserfläche sind. An das Pike County grenzen folgende Nachbarcountys:
| Marion County (Missouri) | Adams County   | Brown County                |
| Ralls County (Missouri)  | Kompass        | Morgan County, Scott County |
| Pike County (Missouri)   | Calhoun County | Greene County               |

## Geschichte

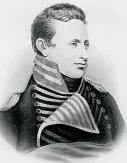
Zebulon Pike

Das Pike County wurde am 31. Januar 1821 aus den nördlichen Teilen des Madison County, Bond County und Clark County gebildet. Seine Größe machte damals rund 30 Prozent von Illinois aus und reichte von der Grenze zu Missouri bis in den Norden an die Grenze zu Wisconsin und den Michigansee inklusive der damaligen Kleinstadt Chicago.
Benannt wurde das County nach Zebulon Montgomery Pike (1779–1813), einem frühen Erforscher des damaligen Louisiana-Territoriums, der später als Brigadegeneral des US-Heeres im Krieg von 1812 fiel.
Das Gebiet des Pike County gehörte 1778 zu Virginia, ab 1784 zum Nordwest-Territorium und ab 1801 zum Indiana-Territorium. Die heutigen County-Grenzen wurden erst 1825 festgelegt.

Besiedelt wurde es ab 1820. Das bis heute benutzte Gerichtsgebäude wurde 1894 errichtet und ist eines der schönsten in Illinois. Am Gericht des Pike County arbeiteten als Anwälte so berühmte Leute wie Abraham Lincoln, späterer Präsident der USA, oder Thomas Ford und Richard Yates, zwei spätere Gouverneure von Illinois. Als Bezirks-Richter arbeiteten hier ebenfalls Gouverneur John Reynolds und der spätere US-Senator Stephen A. Douglas.

### Territoriale Entwicklung

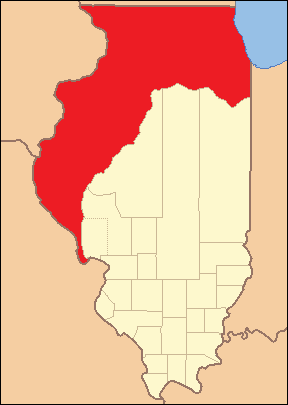
Das Pike County von seiner Gründung im Jahr 1821 bis 1823
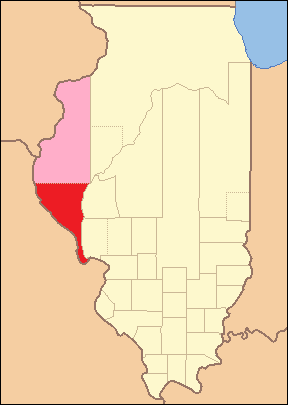
1823 bis 1825
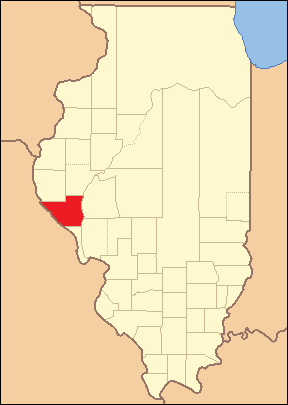
1825 bis heute

## Demografische Daten
Nach der Volkszählung im Jahr 2010 lebten im Pike County 16.430 Menschen in 6825 Haushalten. Die Bevölkerungsdichte betrug 7,6 Einwohner pro Quadratkilometer. In den 6825 Haushalten lebten statistisch je 2,34 Personen.
Ethnisch betrachtet setzte sich die Bevölkerung zusammen aus 96,9 Prozent Weißen, 1,7 Prozent Afroamerikanern, 0,2 Prozent amerikanischen Ureinwohnern, 0,2 Prozent Asiaten sowie aus anderen ethnischen Gruppen; 0,7 Prozent stammten von zwei oder mehr Ethnien ab. Unabhängig von der ethnischen Zugehörigkeit waren 1,0 Prozent der Bevölkerung spanischer oder lateinamerikanischer Abstammung.
22,3 Prozent der Bevölkerung waren unter 18 Jahre alt, 58,4 Prozent waren zwischen 18 und 64 und 19,3 Prozent waren 65 Jahre oder älter. 50,2 Prozent der Bevölkerung war weiblich.

Das jährliche Durchschnittseinkommen eines Haushalts lag bei 38.191 USD. Das Prokopfeinkommen betrug 20.590 USD. 17,1 Prozent der Einwohner lebten unterhalb der Armutsgrenze.

## Ortschaften im Pike County
Citys
- Barry
- Griggsville
- Pittsfield

Town
- New Canton

Villages
| - Baylis - Detroit - El Dara - Florence - Hull | - Kinderhook - Milton - Nebo - New Salem - Pearl | - Perry - Pleasant Hill - Time - Valley City |

Unincorporated Communities
| - Atlas - Chambersburg - East Hannibal | - Fishhook - Pike - Rockport | - Seehorn - Straut - Summer Hill |

## Gliederung
Das Pike County ist in 24 Townships unterteilt:
| Township              | Einwohner (2010) | FIPS     |
| --------------------- | ---------------- | -------- |
| Atlas Township        | 563              | 17-02791 |
| Barry Township        | 1675             | 17-03974 |
| Chambersburg Township | 200              | 17-12359 |
| Cincinnati Township   | 31               | 17-14390 |
| Derry Township        | 247              | 17-19577 |
| Detroit Township      | 312              | 17-19694 |
| Fairmount Township    | 188              | 17-24972 |
| Flint Township        | 96               | 17-26415 |

| Township             | Einwohner (2010) | FIPS     |
| -------------------- | ---------------- | -------- |
| Griggsville Township | 1430             | 17-31784 |
| Hadley Township      | 262              | 17-32070 |
| Hardin Township      | 212              | 17-32863 |
| Kinderhook Township  | 840              | 17-39935 |
| Martinsburg Township | 419              | 17-47241 |
| Montezuma Township   | 540              | 17-50192 |
| Newburg Township     | 949              | 17-52259 |
| New Salem Township   | 573              | 17-52818 |

| Township               | Einwohner (2010) | FIPS     |
| ---------------------- | ---------------- | -------- |
| Levee Township         | 47               | 17-43003 |
| Pearl Township         | 282              | 17-58356 |
| Perry Township         | 594              | 17-59169 |
| Pittsfield Township    | 4477             | 17-60235 |
| Pleasant Hill Township | 1259             | 17-60547 |
| Pleasant Vale Township | 573              | 17-60651 |
| Ross Township          | 70               | 17-65936 |
| Spring Creek Township  | 591              | 17-71617 |